# Volkswagen Bähnle
Volkswagen Bähnle är ett rundturståg skapat av Volkswagen.
Redan tidigt på 50-talet skapade karosserifirman Rometsch ett flertal olika modeller baserade på Volkswagens bottenplatta. I mitten av 1950-talet fick ovannämnda företag som uppdrag av Volkswagenwerk att tillverka ett fordon för att besökare skulle kunna få åka med i guidade turer i staden Wolfsburg.
Den första bilen som kom i bruk var en cabrioletliknande skapelse med plats för fem till sex personer.  Detta fordon visade sig snart att vara alltför litet och man skisserade en släpvagn som kunde dras av den ursprungliga bilen. Valet föll på en vagn som skulle tillverkas av Karosserifabrik Harmening i Bückeburg, vagnen hade plats för 48 personer.Ursprungligen hade vagnen inget tak, men det byggdes på senare.Hela ekipaget skulle drivas med en VW 1200 motor med 30 hkr. Toppfarten blev inte högre än 50 km/tim. Under åren 1958 till 1976 åkte tusentals personer med Volkswagen Bähnle på stadens rundurer som var upp till 40 kilometer långa.
Året 1976 startade en ny era, nu med Volkswagen Golf som dragfordon och en bussliknande släpvagn med 36 bekväma sittplatser.
Nästa stora begivenhet var den 23 april 2004, på en trädgårdsmässa där Volkswagen AG aviserade att de hade tänkt skänka staden en ny rundtursvagn. Denna gång var dragbilen en VW Golf V R32. Premiärturen skedde den 14 juli 2004.
"Tåget" användes också inom fabriken för guidade turer.